# Raimund Krauth
Raimund Krauth (né le 27 décembre 1952 à Karlsruhe et mort le 22 novembre 2012 dans sa ville natale), est un footballeur allemand.